# Degeeriella rufa
Degeeriella rufa är en insektsart som först beskrevs av Hermann Burmeister 1838.  Degeeriella rufa ingår i släktet strållöss, och familjen fjäderlöss. Arten är reproducerande i Sverige. Utöver nominatformen finns också underarten D. r. rufa.